# Fysikmotor
En fysikmotor är ett datorprogram som simulerar rörelse hos fysikaliska modeller med egenskaper som massa, hastighet, friktion och luftmotstånd. Den kan under rätta förhållanden simulera och förutsäga effekter som motsvarar vad som sker i den verkliga världen, eller en påhittad fantasivärld. Dess främsta användningsområden finns inom datorspel, animering och teknisk produktutveckling.

## Beskrivning
En fysikmotor kan utföra simuleringen i realtid eller som en asynkron beräkning med hög noggrannhet. De senare går ofta under benämningen simulator, men begreppen överlappar varandra.
Ett vanligt exempel på användandet av fysikmotorer inom spel är så kallad ragdoll, eller trasdocka. Det är en benämning på det system som tillåter kroppar och karaktärer i olika former att röra sig på ett realistiskt sätt i ett fritt fall. Oftast talar man om det i skjutarspel, när en person dör - kroppen faller och lägger sig på ett realistiskt sätt. Tidigare har speciella animationer använts vilket ofta har lett till slutliga positioner som uppenbart har varit omöjliga, till exempel en karaktär som hänger kvar med halva kroppen i luften efter att ha dött på en smal spång eller på en annan problematisk plats.
De flesta spel idag använder trasdocketekniken.

### Realtidsfysikmotorer

#### Öppen källkod
- Box2D
- Bullet
- Chipmunk
- JigLib
- Open Dynamics Engine
- OPAL
- OpenTissue
- PAL
- Tokamak physics engine
- Farseer Physics Engine - 2-dimensionell fysikmotor för Microsoft XNA och Silverlight
- Physics2D.Net 2-dimensionell mekanikmotor skriven i C#.
- Glaze
- Blaze 2-dimensionell spelmotor skriven i D (programspråk).

#### Proprietär källkod
- Newton Game Dynamics
- Simple Physics Engine
- True Axis
- PhysX (tidigare NovodeX, inkluderar Meqon)
- Phun - Svensk 2-dimensionell fysikmotor utvecklad vid Umeå universitet, och senare av Algoryx Simulation.
- Phyz (Dax Phyz) - Svensk 2,5-dimensionell fysikmotor skriven i C (programspråk) och assembler, DirectX.

#### Kommersiell
- Havok
- nV Physics SDK
- Vortex från CMLabs Simulations
- Agx Multi Physics från Algoryx Simulation

### Fysikmotorer med hög noggrannhet
- Agx Multi Physics från Algoryx Simulation
- Mechanica från Parametric Technologies Corporation.
- Working Model, från Design Simulation Technologies. (endast 2D)
- Falling Bodies, från Animats. (Ragdoll physics)